# 非政治主义
非政治主义（英語：Apoliticism），或称政治冷感是對所有政治派別的冷漠或反感。如果一個人對政治不感興趣或不參與政治，則可以被描述為不關心政治。 不關心政治也可以指人們在政治議題上採取公正立場的情況。 《柯林斯英語詞典》將非政治定義為「政治中立；沒有政治態度、內容或偏見」。

## 歷史

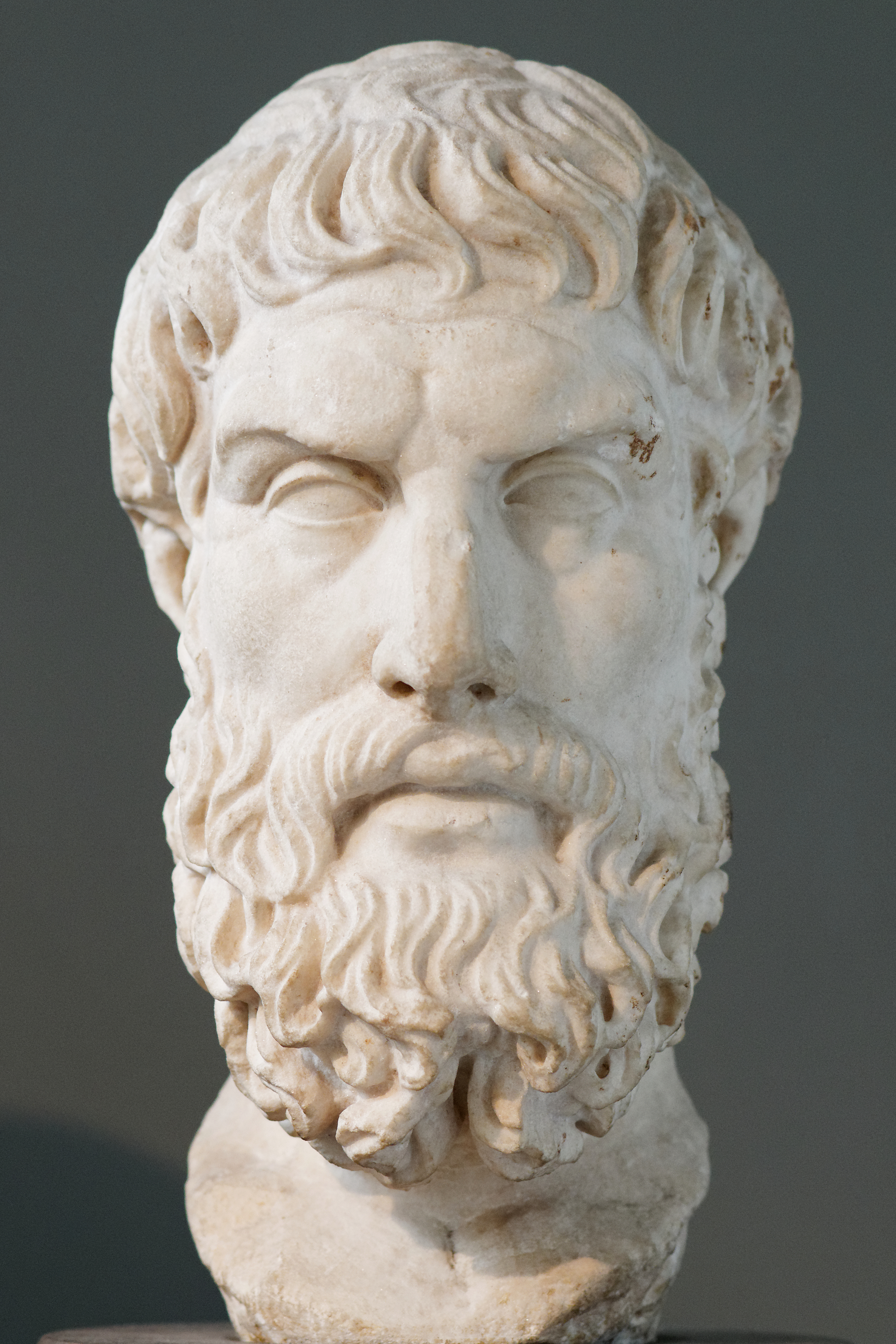
伊比鳩魯

在古典時期期間，伊比鳩魯學派將脫離城市生活作為一種教義立場。他們在沒有身體痛苦和靈魂麻煩的情況下尋求快樂，他們將政治活動視為不必要的壓力來源，而不會導致這些目的。然而，他們並非嚴格意義上的非政治性，而是在政治活動能給他們帶來快樂或有助於避免他們的痛苦時參與。
自1980年代以來，去政治化（政治承諾減少）及其結果非政治主義（缺乏承諾）在所有國家都加劇了.